# طريق المرور السريع رقم 1 (العراق)
طريق المرور السريع رقم 1؛ طريق مرور سريع في العراق، يربُط بين دول الخليج العربي وسوريا والأردن، مروراً ببغداد. يمتد 1,200 كيلومتر (750 ميلاً). يبدأ من ميناء أم قصر في محافظة البصرة ويمر بكل من ناحية سفوان، والناصرية، والديوانية ، والحلة، وبغداد، والفلوجة، والرمادي والرطبة حيث يتفرع إلى فرعين الشمالي يصل إلى منفذ الوليد المؤدي إلى سوريا والجنوبي يصل إلى منفذ طريبيل المؤدي إلى الأردن. يتألف الطريق من ثلاث ممرات وممر للوقوف الاضطراري لكل اتجاه.
يُعد الطريق جزءاً من شبكة طرق المشرق العربي الدولية ويصل بالطريق ().

## المدن الرئيسية على طول الطريق
- البصرة
- الناصرية
- الديوانية
- الحلة
- بغداد
- الفلوجة
- الرمادي
- الرطبة

## وصلات خارجية
طريق المرور السريع رقم 1 على موقع دائرة الطرق والجسور العراقية.